# Maya Hansen
Maya Hansen é uma personagem fictícia que aparece nas revistas em quadrinhos americanas publicadas pela Marvel Comics. Criada por Warren Ellis e Adi Granov, sua primeira aparição foi em Iron Man vol. 4, #1 (Janeiro de 2005).

## Biografia ficcional da personagem
Maya é uma cientista que desenvolveu o vírus Extremis ao lado de Aldrich Killian. Quando Killian rouba uma amostra do vírus e o vende a terroristas domésticos, ela chama seu velho amigo Tony Stark para ajudar a recuperá-lo.  Depois que Tony é severamente espancado por Mallen, um terrorista que foi injetado com o vírus, ele convence Maya a injetá-lo com Extremis também. Tony derrota e prende Mallen, mas ele descobre que Killian não poderia ter agido sozinho na venda do Extremis. Tony confronta Maya, que confessa a ajudar no crime como ela sabia que iria forçar contratantes de defesa para renovar o seu financiamento. Ela é posteriormente detida.
Mais tarde, Tony acredita que o Extremis está alterando suas funções cerebrais e assim solta Maya da prisão para ajudá-lo. Ela é colocada sob sua custódia. Quando Sal Kennedy é morta, Maya sente que poderia salvá-la se ela tivesse sido autorizada a continuar sua pesquisa sobre Extremis. Ela é inadvertidamente enganada em dar as amostras de Mandarim do vírus.
Após os acontecimentos do arco de história Invasão Skrull, Maya Hansen desapareceu da série e não foi vista novamente até o relançamento da série Homem de Ferro durante o evento Marvel NOW!. Foi revelado que ela foi sequestrada pela I.M.A. para recriar o soro Extremis para eles e conseguiu. Embora ela tenha sido morta enquanto tentava escapar, ela realiza seu plano de segurança ao enviar uma mensagem pré-gravada que ela fez a Tony para avisá-lo de que o vírus Extremis está solto novamente.

## Em outras mídias

### Cinema

Rebecca Hall como Maya Hansen em Homem de Ferro 3.

- Maya Hansen aparece em Homem de Ferro 3, interpretada por Rebecca Hall. A atriz Jessica Chastain estava em conversas para interpretar a personagem, mas teve que recusar o papel devido a conflitos de agenda.[7] No filme, Maya é uma pesquisadora que trabalhou em um processo revolucionário para reescrever códigos genéticos quando participou de uma festa de Ano Novo em Berna, na Suíça, onde conheceu Tony Stark, e revela a ele o protótipo do vírus conhecido como Extremis, conforme mostrado em um flashback de 1999. Ela se reúne com Tony durante os eventos do filme e é salva por Pepper Potts da destruição da casa de Stark. Depois é revelado que ela trabalha com Aldrich Killian para melhorar o Extremis. Maya e Pepper são levadas cativas por Killian depois que ele matou um dos servos de Maya que estava chegando com um prato de comida. Confrontada por Stark, Maya tem uma mudança de coração e tenta recuar do plano de Killian, segurando um frasco de Extremis potente em seu pescoço e ameaçando matá-los todos na explosão resultante. Em vez disso, Killian decide que ela não é mais necessária aos seus planos e atira nela, matando-a.

Em uma entrevista em 2016, o diretor Shane Black revelou que Maya Hansen era originalmente a vilã principal de Homem de Ferro 3. Seu papel no filme foi reduzido e o personagem Killian se tornou o vilão pela insistência de Ike Perlmutter, que acreditava que brinquedos de uma personagem feminina não venderia muito.

### Motion comics
- Maya Hansen, na produção em motion comic do arco de história "Iron Man Extremis", foi dublada por Theresa Spurrier.

### Jogos eletrônicos
- Em Marvel: Avengers Alliance, Maya Hansen foi mencionada no enredo "Special Operations - Extremis".